# フリストフォル・サルヌイン

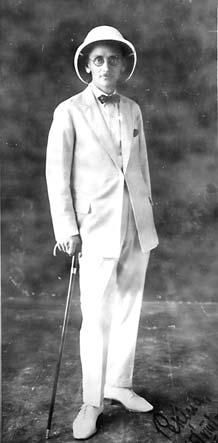
フリストフォル・サルヌイン

フリストフォル・サルヌイン（ロシア語: Христофор Интович Салнынь、1885年8月25日 - 1939年5月8日）は、ソ連の軍人、職業的諜報員。旅団政治委員。ラトビア人。
偽名のフリストフォル・フォーゲリ（ロシア語: Христофор Фогель）、クリストファー・ラウベルグ（米国籍に偽装）、ヴィクトル・フゴス（ロシア語: Виктор Хугос）、コードネーム「グリシカ」（ロシア語: Гришка）、「オシプ」（ロシア語: Осип）としても知られる。

## 経歴
リガの労働者一家に生まれる。1900年、2級国民学校を卒業。1902年からロシア社会民主労働党党員。1905年-1907年の革命の積極的参加者で、戦闘員。沿バルトの戦闘員の大規模行動の組織、特に、リガ刑務所からのラツィス及びスレッサル、リガ特捜班からのリュッテル、カルヌィン等の解放に参加した。3回逮捕され、毎回脱走した。 
1908年からロンドンに移住して秘密アパートを経営し、1912年からアメリカに居住。1920年、極東に出国し、第2アムール軍に入隊した後、地下業務に従事した。ソビエト政権樹立後、第5軍本部の管轄下にあった。 
1920年-1921年、フリストフォル・フォーゲリ名義で上海に滞在。1921年、ペトログラードの情報課で働く。1921年-1923年、極東に滞在。1923年、ドイツ共産党の非合法戦闘組織創設のため、ドイツに派遣され、テューリンゲンで「赤い百人隊」と秘密倉庫及び武器庫のネットワークの組織に従事した。1924年、武器の輸送のためブルガリアに派遣。約4ヶ月間、コードネーム「オシプ」の下、ヤンチェフ支隊の構成下で、ブルガリア南部での政府軍とのパルチザン闘争に参加した。 
1926年-1929年、米国市民クリストファー・ラウベルグ名義で在中支局長。東清鉄道事件の関係者で、中国軍後方での破壊工作業務を指導。 
1930年、諜報指揮要員完全化課程を修了。1930年-1932年、中欧及び東欧諸国に滞在。1932年10月から、特別赤旗極東軍本部第4科長補佐。1933年-1935年、特別赤旗極東軍本部第4科第3班長。1935年10月10日、「特に責任ある任務の遂行の際の格別に良心的な業務」に対して、金時計を授与された。同年2月10日から特別赤旗極東軍本部情報科長。1936年2月から、情報局「A」（積極的諜報）特殊班副班長。1937年6月-1938年3月、ヴィクトル・フゴス名義でスペインに滞在し、第14（パルチザン）軍団の顧問となった。 
1938年4月20日、モスクワで逮捕。1939年3月14日、ソ連最高裁判所軍事部会により、「反革命、破壊工作、テロ及びスパイ組織への参加」の嫌疑で銃殺を言い渡され、5月8日に執行された。 
1956年、名誉回復。

## パーソナル
レーニン勲章（1937年）、赤旗勲章（1928年）を受賞。